# Zollingeria laotica
Zollingeria laotica är en kinesträdsväxtart som beskrevs av François Gagnepain. Zollingeria laotica ingår i släktet Zollingeria och familjen kinesträdsväxter. Inga underarter finns listade i Catalogue of Life.